# Каменка (Краснозоренский район)
Каменка — деревня в Краснозоренском районе Орловской области, входит в состав муниципального образования Краснозоренского сельского поселения.

## История
В 1961 году указом Президиума Верховного Совета РСФСР посёлок Лягушевка переименован в Каменка.

## Население
| 2010 |
| ---- |
| 12   |